# Lethwarte

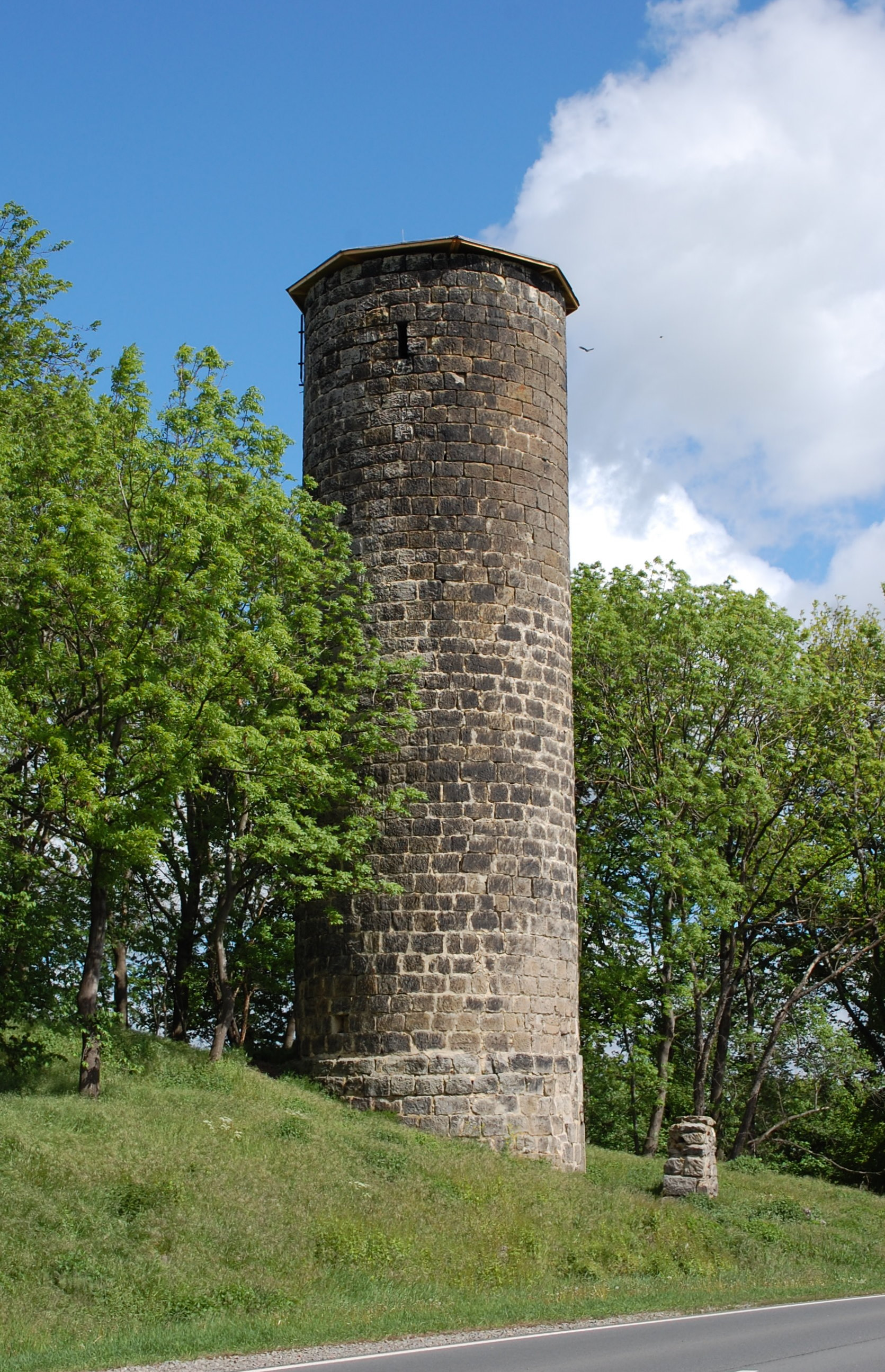
Lethwarte

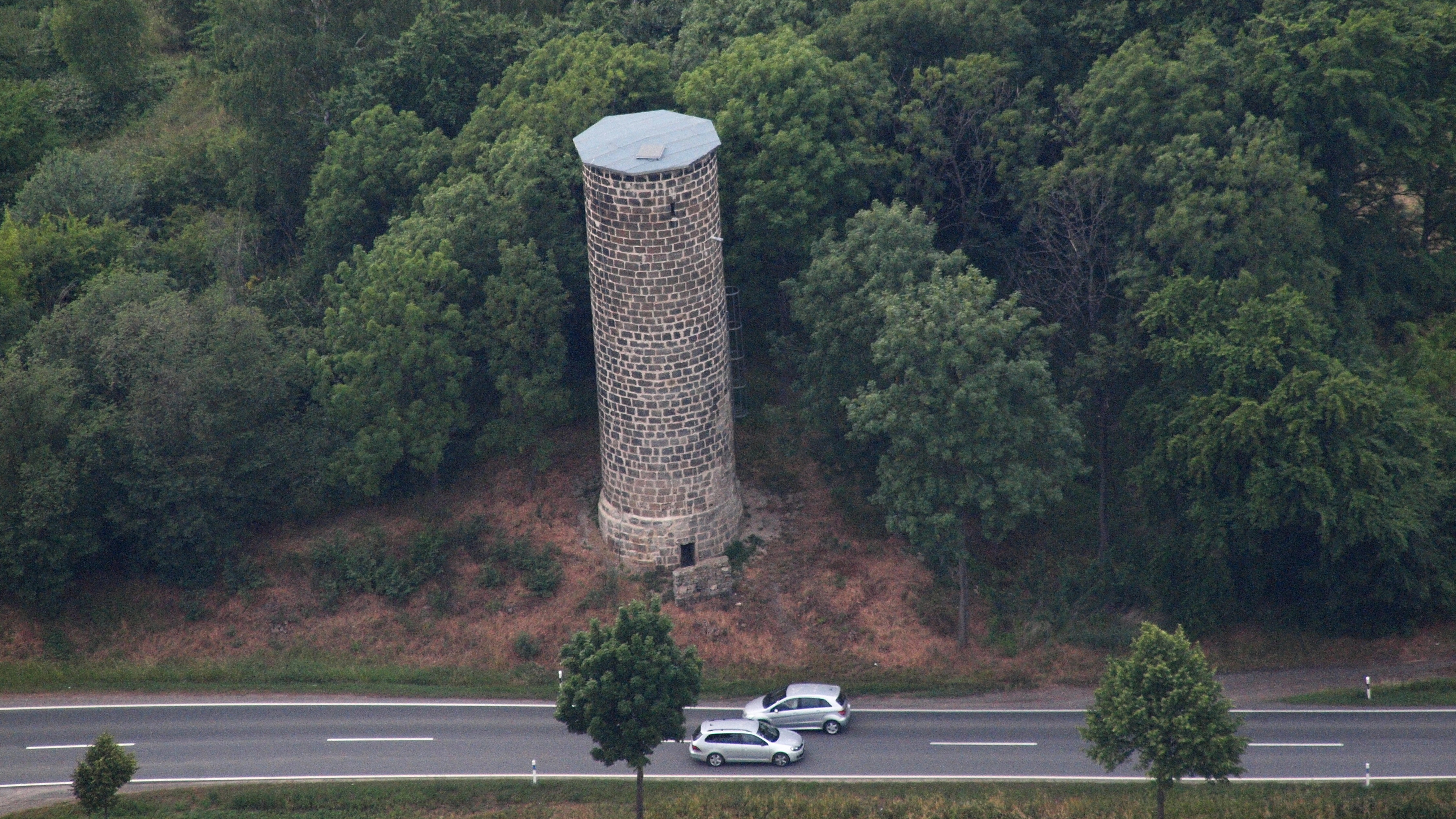
Lethwarte, Luftaufnahme (2015)

Die Lethwarte ist eine Feldwarte südlich der Stadt Quedlinburg in Sachsen-Anhalt.  Das Bauwerk ist örtlichem Denkmalverzeichnis als Baudenkmal und auch als Bodendenkmal eingetragen.
Die denkmalgeschützte Warte gehört zum Quedlinburger Warten- und Landgrabensystem und stellt den südlichen Vorposten des Wartensystems dar. Sie steht unmittelbar westlich der Landstraße von Quedlinburg nach Rieder.
Die Warte hat eine Höhe von 15 Metern und ist aus Sandsteinquadern auf rundem Grundriss errichtet. Im Umfeld der Lethwarte befinden sich weiträumige Graben- und Wallanlagen. 